# Strybisch
Strybisch (ukrainisch Стрибіж; russisch Стрыбеж Strybesch) ist ein Dorf in der ukrainischen Oblast Schytomyr mit etwa 700 Einwohnern (2001).
Das in der ersten Hälfte des 17. Jahrhunderts gegründete Dorf (eine weitere Quelle nennt das Jahr 1240) gehört seit dem 1. August 2017 administrativ zur Landgemeinde Kurne (Курненську сільську територіальну громаду) im Süden des Rajon Pulyny. Bis dahin war es zusammen mit den Dörfern Hruslywez (Грузливець), Kalynowyj Haj
(Калиновий Гай),  Pidlisne (Підлісне) und Slobidka (Слобідка) das administrative Zentrum der eigenständigen Landratsgemeinde Strybisch (Стрибізька сільська рада/Strybiska silska rada).
Am 17. Juli 2020 kam es im Zuge einer großen Rajonsreform zum Anschluss des Rajonsgebietes an den Rajon Schytomyr.
Die Ortschaft liegt am Ufer der Switlyzja (Світлиця), einem 13 km langen, rechten Nebenfluss der Tnja (Тня), etwa 10 km südöstlich vom Gemeindezentrum Kurne (Курне), 12 km südwestlich vom ehemaligen Rajonzentrum Pulyny und 40 km nordwestlich vom Oblastzentrum Schytomyr.
Nordwestlich vom Dorf verläuft in 5 km Entfernung die Fernstraße M 06 / E 40.

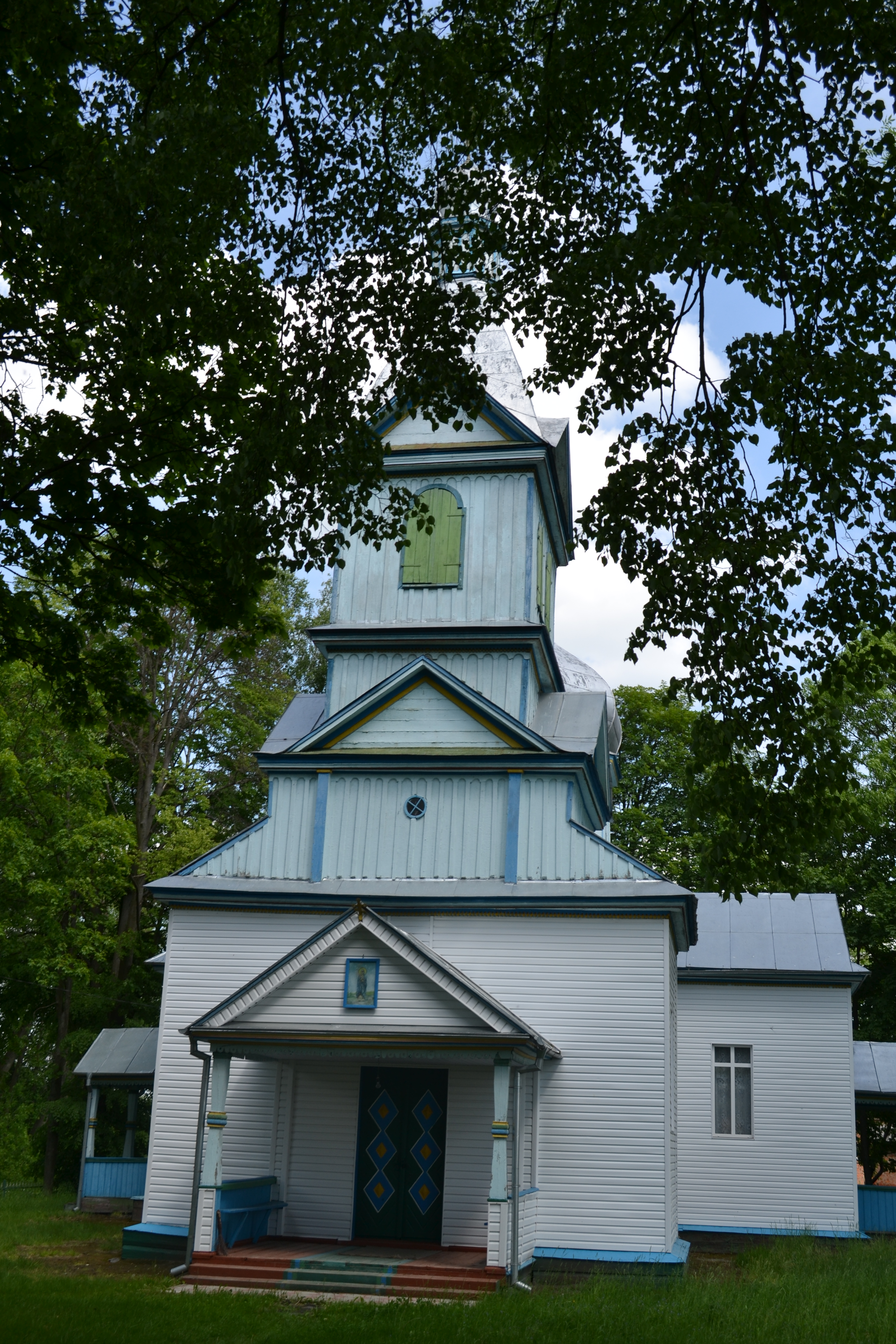
Dorfkirche
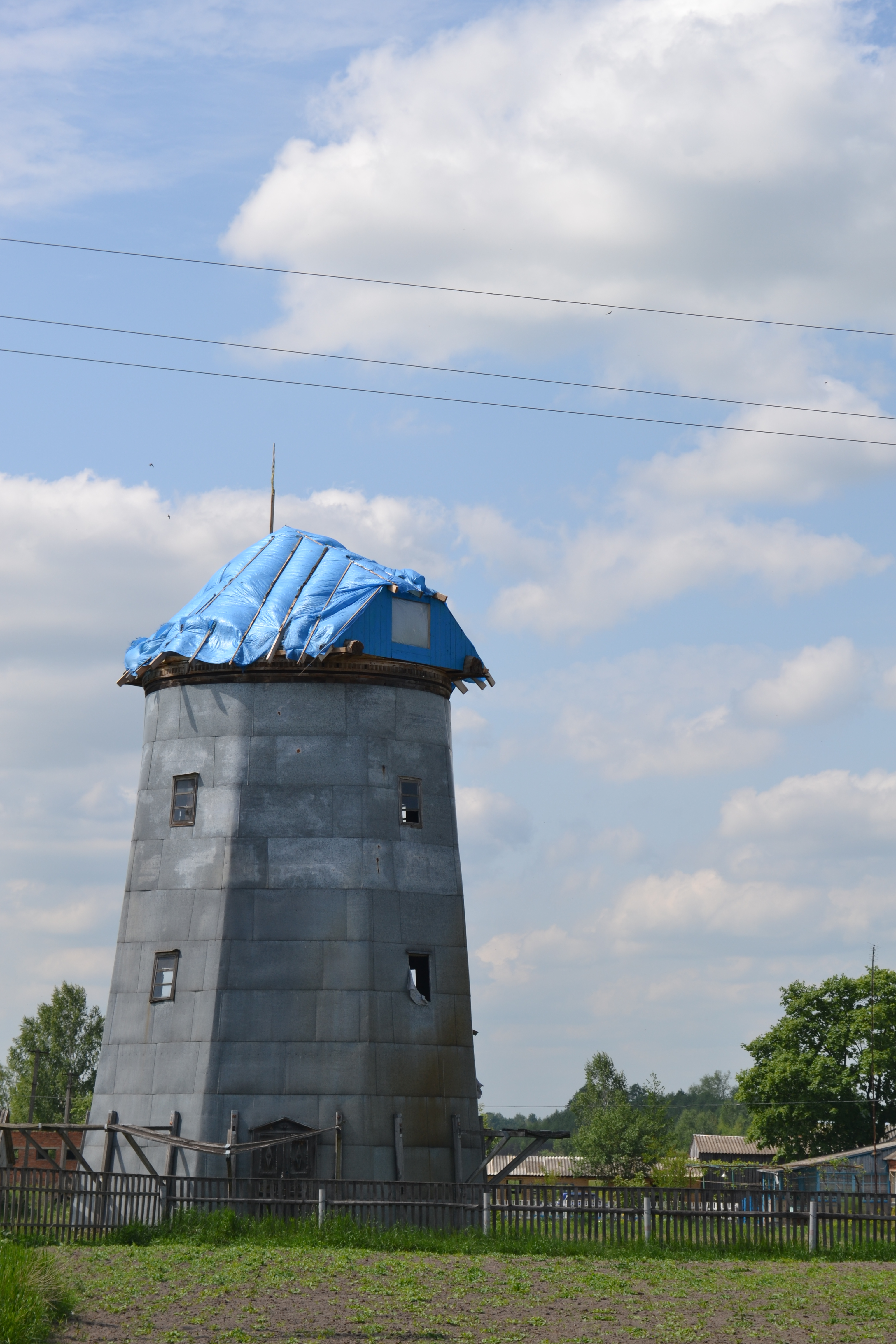
Deutsche Windmühle
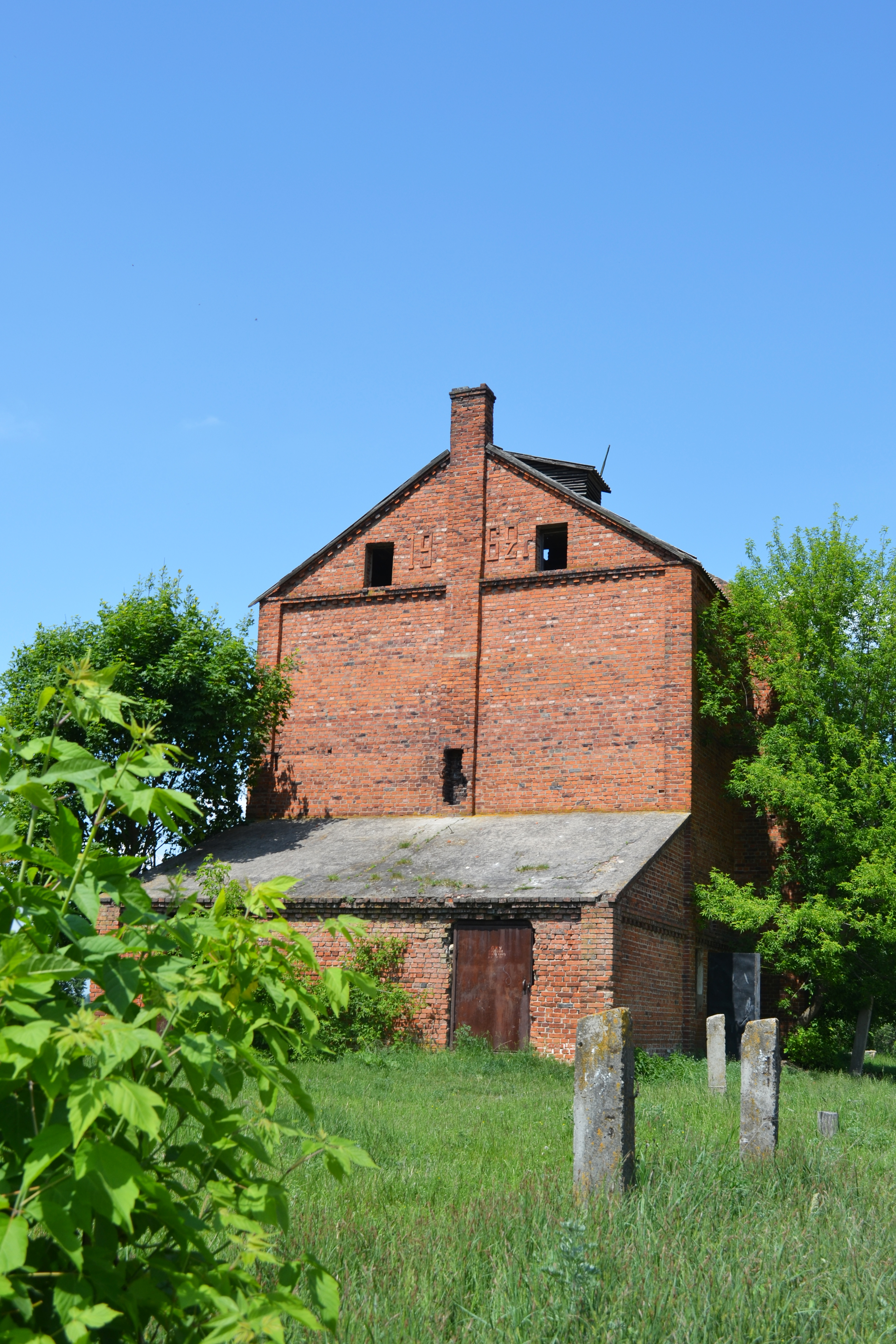